# Olympische Sommerspiele 2004/Leichtathletik – 100 m (Männer)
Der 100-Meter-Lauf der Männer bei den Olympischen Spielen 2004 in Athen wurde am 21. und 22. August 2004 im Olympiastadion Athen ausgetragen. 82 Athleten nahmen teil.
Olympiasieger wurde der US-Amerikaner Justin Gatlin. Er gewann vor dem Portugiesen Francis Obikwelu und dem US-Amerikaner Maurice Greene.
Der deutsche Sprinter Alexander Kosenkow schied im Viertelfinale aus.

Athleten aus der Schweiz, Österreich und Liechtenstein nahmen nicht teil.

## Aktuelle Titelträger
| Olympiasieger 2000                      | Maurice Greene ( USA)               | 9,87 s  | Sydney 2000        |
| Weltmeister 2003                        | Kim Collins ( St. Kitts und Nevis)  | 10,07 s | Paris 2003         |
| Europameister 2002                      | Francis Obikwelu ( Portugal)        | 10,06 s | München 2002       |
| Panamerikanischer Meister 2003          | Michael Frater ( Jamaika)           | 10,21 s | Santo Domingo 2003 |
| Zentralamerika und Karibik-Meister 2003 | Kim Collins ( St. Kitts und Nevis)  | 10,13 s | St. George’s 2003  |
| Südamerika-Meister 2003                 | Édson Ribeiro ( Brasilien)          | 10,30 s | Barquisimeto 2003  |
| Asienmeister 2003                       | Chen Haijian ( Volksrepublik China) | 10,25 s | Manila 2003        |
| Afrikameister 2004                      | Olusoji Fasuba ( Nigeria)           | 10,21 s | Brazzaville 2004   |
| Ozeanienmeister 2002                    | Peter Pulu ( Papua-Neuguinea)       | 10,66 s | Christchurch 2002  |

## Rekorde

### Bestehende Rekorde
| Weltrekord         | 9,78 s | Tim Montgomery ( USA)    | Paris, Frankreich      | 14. September 2002 |
| Olympischer Rekord | 9,84 s | Donovan Bailey ( Kanada) | Finale OS Atlanta, USA | 27. Juli 1996      |

Der bestehende olympische Rekord wurde bei diesen Spielen nicht erreicht. Die schnellste Zeit erzielte der US-amerikanische Olympiasieger Justin Gatlin mit 9,85 s im Finale am 22. August bei einem Rückenwind von 0,6 m/s. Den olympischen Rekord verfehlte er dabei um lediglich zwei Hundertstelsekunden. Zum Weltrekord fehlten ihm sieben Hundertstelsekunden.

### Rekordverbesserungen
Es wurde ein Kontinentalrekord aufgestellt und es gab sechs Landesrekorde.
- Kontinentalrekord:
  - 9,86 s (Europarekord) – Francis Obikwelu (Portugal), Finale am 22. August bei einem Rückenwind von 0,6 m/s
- Landesrekorde:
  - 10,15 s – Matic Osovnikar (Slowenien), vierter Vorlauf am 21. August bei einem Rückenwind von 0,8 m/s
  - 10,50 s – Diego Ferreira (Paraguay), vierter Vorlauf am 21. August bei einem Rückenwind von 0,8 m/s
  - 10,26 s – Jaysuma Saidy Ndure (Gambia), fünfter Vorlauf am 21. August bei einem Rückenwind von 0,1 m/s
  - 10,85 s – John Howard (Mikronesien), sechster Vorlauf am 21. August bei einem Gegenwind von 1,1 m/s
  - 10,58 s – Sébastien Gattuso (Monaco), zehnter Vorlauf am 21. August bei einem Rückenwind von 0,7 m/s
  - 09,93 s – Francis Obikwelu (Portugal), erstes Viertelfinale am 21. August bei Windstille

## Vorrunde
Insgesamt wurden zehn Vorläufe absolviert. Für das Viertelfinale qualifizierten sich pro Lauf die ersten drei Athleten (hellblau unterlegt). Darüber hinaus kamen die zehn Zeitschnellsten (hellgrün unterlegt), die sogenannten Lucky Loser, weiter.
Anmerkung: Alle Zeitangaben sind auf Ortszeit Athen (UTC+2) bezogen.

### Vorlauf 1

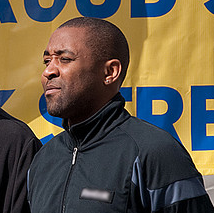
Darren Campbell – ausgeschieden als Vierter des ersten Vorlaufs
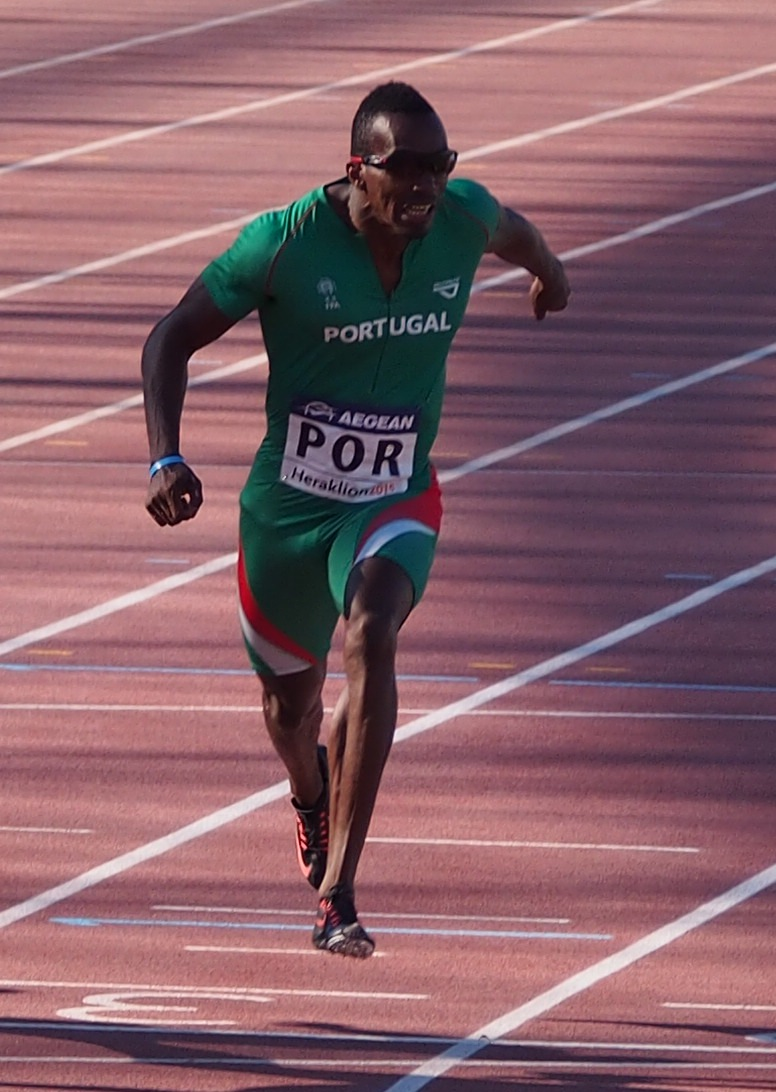
Yazaldes Nascimento (auf diesem Foto für Portugal, hier für São Tomé und Príncipe startend) schied aus als Achter des ersten Vorlaufs

21. August 2004, 10:35 Uhr
Wind: −0,2 m/s
| Platz | Name                | Nation                | Zeit (s) |
| ----- | ------------------- | --------------------- | -------- |
| 1     | Frank Fredericks    | Namibia               | 10,12    |
| 2     | Uchenna Emedolu     | Nigeria               | 10,22    |
| 3     | Shingo Suetsugu     | Japan                 | 10,27    |
| 4     | Darren Campbell     | Großbritannien        | 10,35    |
| 5     | Chen Haijian        | Volksrepublik China   | 10,45    |
| 6     | Eric Nkansah        | Ghana                 | 10,54    |
| 7     | Poh Seng Song       | Singapur              | 10,75    |
| 8     | Yazaldes Nascimento | São Tomé und Príncipe | 11,00    |
| 9     | Mario Bonello       | Malta                 | 11,06    |

### Vorlauf 2
21. August 2004, 10:42 Uhr
Wind: −0,4 m/s
Kakianoko Nariki war der erste Leichtathlet, der für Kiribati bei Olympischen Spielen teilnahm.
| Platz | Name               | Nation              | Zeit (s) | Anmerkung                    |
| ----- | ------------------ | ------------------- | -------- | ---------------------------- |
| 1     | Mark Lewis-Francis | Großbritannien      | 10,13    |                              |
| 2     | Aziz Zakari        | Ghana               | 10,19    |                              |
| 3     | Roland Németh      | Ungarn              | 10,28    |                              |
| 4     | Salem al-Yami      | Saudi-Arabien       | 10,36    |                              |
| 5     | Darren Gilford     | Malta               | 10,67    |                              |
| 6     | Khalil al-Hanahneh | Jordanien           | 10,76    |                              |
| 7     | Kakianoko Nariki   | Kiribati            | 11,62    |                              |
| DSQ   | Marc Burns         | Trinidad und Tobago |          | IAAF Regel 162.7 – Fehlstart |

### Vorlauf 3
21. August 2004, 10:52 Uhr
Wind: −0,1 m/s
| Platz | Name                    | Nation                  | Zeit (s) |
| ----- | ----------------------- | ----------------------- | -------- |
| 1     | Justin Gatlin           | USA                     | 10,07    |
| 2     | Kareem Streete-Thompson | Cayman Islands          | 10,15    |
| 3     | Leonard Myles-Mills     | Ghana                   | 10,21    |
| 4     | Vicente de Lima         | Brasilien               | 10,23    |
| 5     | Andrei Jepischin        | Russland                | 10,29    |
| 6     | Georgios Theodoridis    | Griechenland            | 10,32    |
| 7     | Hadhari Djaffar         | Komoren                 | 10,62    |
| 8     | Sultan Saeed            | Malediven               | 11,72    |
| DNF   | Juan Sainfleur          | Dominikanische Republik |          |

### Vorlauf 4
21. August 2004, 10:59 Uhr
Wind: +0,8 m/s
| Platz | Name                   | Nation       | Zeit (s) | Anmerkung |
| ----- | ---------------------- | ------------ | -------- | --------- |
| 1     | Shawn Crawford         | USA          | 10,02    |           |
| 2     | Obadele Thompson       | Barbados     | 10,08    |           |
| 3     | Matic Osovnikar        | Slowenien    | 10,15    | NR        |
| 4     | Idrissa Sanou          | Burkina Faso | 10,33    |           |
| 5     | Diego Ferreira         | Paraguay     | 10,50    | NR        |
| 6     | Pierre de Windt        | Aruba        | 11,02    |           |
| 7     | Chaleunsouk Oudomphanh | Laos         | 11,30    |           |
| 8     | Massoud Azizi          | Afghanistan  | 11,66    |           |
| DNS   | Christoforos Hoidis    | Griechenland |          |           |

### Vorlauf 5

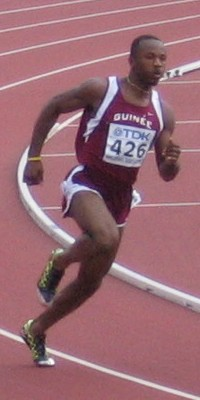
Nabie Foday Fofanah – ausgeschieden als Siebter des fünften Vorlaufs

21. August 2004, 11:06 Uhr
Wind: +0,1 m/s
| Platz | Name                | Nation                       | Zeit (s) | Anmerkung |
| ----- | ------------------- | ---------------------------- | -------- | --------- |
| 1     | Francis Obikwelu    | Portugal                     | 10,09    |           |
| 2     | Ronald Pognon       | Frankreich                   | 10,18    |           |
| 3     | Jaysuma Saidy Ndure | Gambia                       | 10,26    | NR        |
| 4     | Jarbas Mascarenhas  | Brasilien                    | 10,34    |           |
| 5     | Hiroyasu Tsuchie    | Japan                        | 10,37    |           |
| 6     | Adrian Durant       | Amerikanische Jungferninseln | 10,52    |           |
| 7     | Nabie Foday Fofanah | Guinea                       | 10,62    |           |
| 8     | Harmon Harmon       | Cookinseln                   | 11,22    |           |

### Vorlauf 6

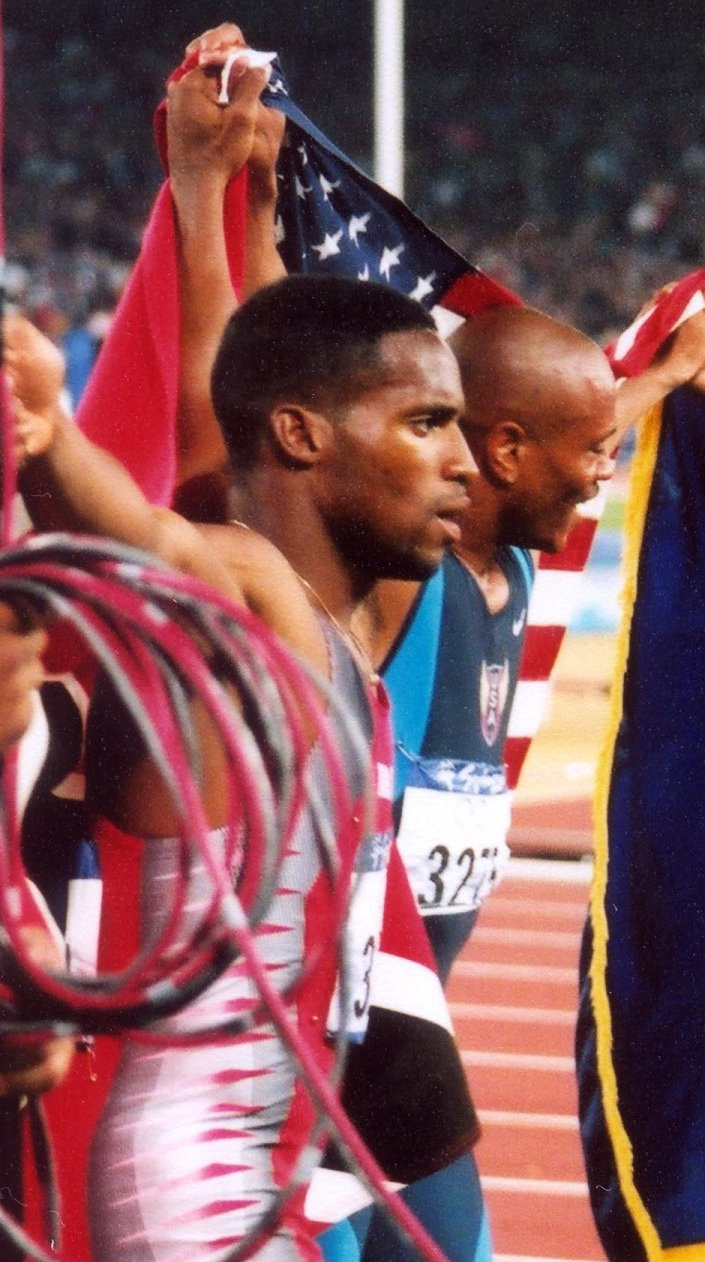
Ato Boldon (hier nach Olympiasilber 2000) erreichte als Vierter des sechsten Vorlaufs nicht das Viertelfinale

21. August 2004, 11:13 Uhr
Wind: −1,1 m/s
| Platz | Name                | Nation                             | Zeit (s) | Anmerkung |
| ----- | ------------------- | ---------------------------------- | -------- | --------- |
| 1     | Nobuharu Asahara    | Japan                              | 10,33    |           |
| 2     | Łukasz Chyła        | Polen                              | 10,35    |           |
| 3     | Éric Pacôme N’Dri   | Elfenbeinküste                     | 10,39    |           |
| 4     | Ato Boldon          | Trinidad und Tobago                | 10,41    |           |
| 5     | Issa-Aimé Nthépé    | Frankreich                         | 10,67    |           |
| 6     | Gábor Dobos         | Ungarn                             | 10,68    |           |
| 7     | John Howard         | Föderierte Staaten von Mikronesien | 10,85    | NR        |
| 8     | Mohammad Shamsuddin | Bangladesch                        | 11,13    |           |

### Vorlauf 7
21. August 2004, 11:20 Uhr
Wind: +0,9 m/s
| Platz | Name             | Nation             | Zeit (s) |
| ----- | ---------------- | ------------------ | -------- |
| 1     | Asafa Powell     | Jamaika            | 10,06    |
| 2     | Jason Gardener   | Großbritannien     | 10,15    |
| 3     | Joshua Ross      | Australien         | 10,24    |
| 4     | André da Silva   | Brasilien          | 10,28    |
| 5     | Pierre Browne    | Kanada             | 10,32    |
| 6     | Lamin Tucker     | Sierra Leone       | 10,72    |
| 7     | Kelsey Nakanelua | Amerikanisch-Samoa | 11,25    |
| 8     | Sopheak Phouk    | Kambodscha         | 11,56    |
| DNS   | Djikoloum Mobele | Tschad             |          |

### Vorlauf 8
21. August 2004, 11:27 Uhr
Wind: −0,2 m/s
| Platz | Name                  | Nation                   | Zeit (s) |
| ----- | --------------------- | ------------------------ | -------- |
| 1     | Maurice Greene        | USA                      | 10,18    |
| 2     | Dwight Thomas         | Jamaika                  | 10,21    |
| 3     | Churandy Martina      | Niederländische Antillen | 10,23    |
| 4     | Alexander Kosenkow    | Deutschland              | 10,28    |
| 5     | Prodromos Katsantonis | Zypern                   | 10,50    |
| 6     | Chang Wai Hung        | Hongkong                 | 10,70    |
| 7     | Francis Manioru       | Salomonen                | 11,05    |
| 8     | Teimur Gasimow        | Aserbaidschan            | 11,17    |
| 9     | Filipo Muller         | Tonga                    | 11,18    |

### Vorlauf 9

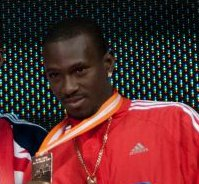
Daniel Bailey – ausgeschieden als Sechster des neunten Vorlaufs

21. August 2004, 11:34 Uhr
Wind: −1,4 m/s
| Platz | Name                 | Nation              | Zeit (s) |
| ----- | -------------------- | ------------------- | -------- |
| 1     | Deji Aliu            | Nigeria             | 10,39    |
| 2     | Nicolas Macrozonaris | Kanada              | 10,40    |
| 3     | Gennadi Tschernowol  | Kasachstan          | 10,43    |
| 4     | Souhalia Alamou      | Benin               | 10,48    |
| 5     | Christoffel van Wyk  | Namibia             | 10,49    |
| 6     | Daniel Bailey        | Antigua und Barbuda | 10,51    |
| 7     | Gian Nicola Berardi  | San Marino          | 10,76    |
| 8     | Carlos Abaunza       | Nicaragua           | 11,17    |

### Vorlauf 10

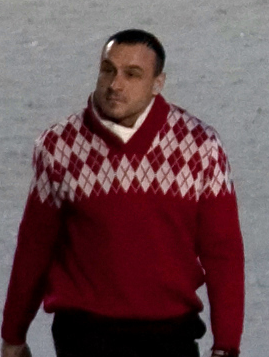
Sébastien Gattuso (hier bei den Winterspielen 2014) schied aus mit Landesrekord als Siebter des zehnten Vorlaufs

21. August 2004, 11:41 Uhr
Wind: +0,7 m/s
| Platz | Name                | Nation              | Zeit (s) | Anmerkung |
| ----- | ------------------- | ------------------- | -------- | --------- |
| 1     | Kim Collins         | St. Kitts und Nevis | 10,11    |           |
| 2     | Michael Frater      | Jamaika             | 10,20    |           |
| 3     | Niconnor Alexander  | Trinidad und Tobago | 10,22    |           |
| 4     | Simone Collio       | Italien             | 10,27    |           |
| 5     | Eddy De Lépine      | Frankreich          | 10,27    |           |
| 6     | Xavier James        | Bermuda             | 10,40    |           |
| 7     | Sébastien Gattuso   | Monaco              | 10,58    | NR        |
| 8     | Wilfried Bingangoye | Gabun               | 10,76    |           |

## Viertelfinale
In den fünf Viertelfinalläufen qualifizierten sich pro Lauf die ersten drei Athleten (hellblau unterlegt) für das Halbfinale. Darüber hinaus kam der Zeitschnellste, der sogenannte Lucky Loser (hellgrün unterlegt), weiter.

### Lauf 1

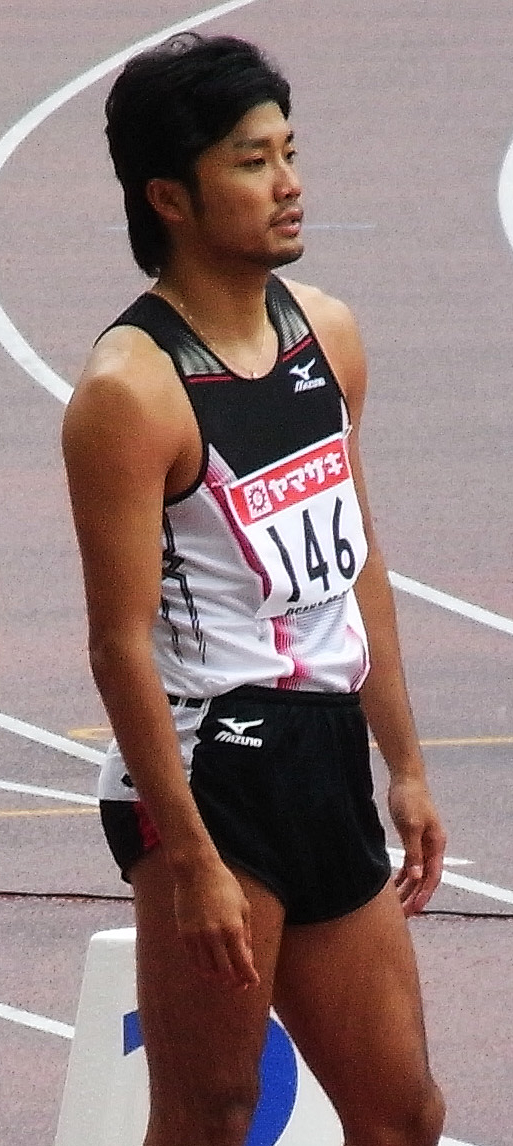
Shingo Suetsugu – ausgeschieden als Fünfter des ersten Viertelfinals
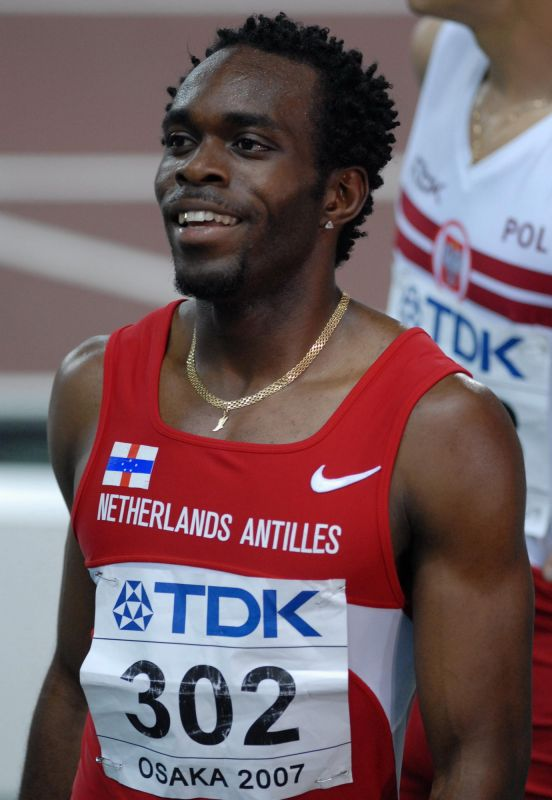
Churandy Martina – ausgeschieden als Siebter des ersten Viertelfinals
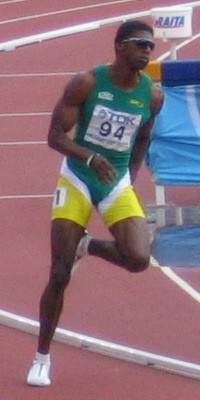
André da Silva – ausgeschieden als Achter des ersten Viertelfinals

21. August 2004, 19:40 Uhr
Wind: ±0,0 m/s
| Platz | Name               | Nation                   | Zeit (s) | Anmerkung |
| ----- | ------------------ | ------------------------ | -------- | --------- |
| 1     | Francis Obikwelu   | Portugal                 | 9,93     | NR        |
| 2     | Mark Lewis-Francis | Großbritannien           | 10,12    |           |
| 3     | Dwight Thomas      | Jamaika                  | 10,12    |           |
| 4     | Ronald Pognon      | Frankreich               | 10,15    |           |
| 5     | Shingo Suetsugu    | Japan                    | 10,19    |           |
| 6     | Pierre Browne      | Kanada                   | 10,21    |           |
| 7     | Churandy Martina   | Niederländische Antillen | 10,24    |           |
| 8     | André da Silva     | Brasilien                | 10,34    |           |

### Lauf 2

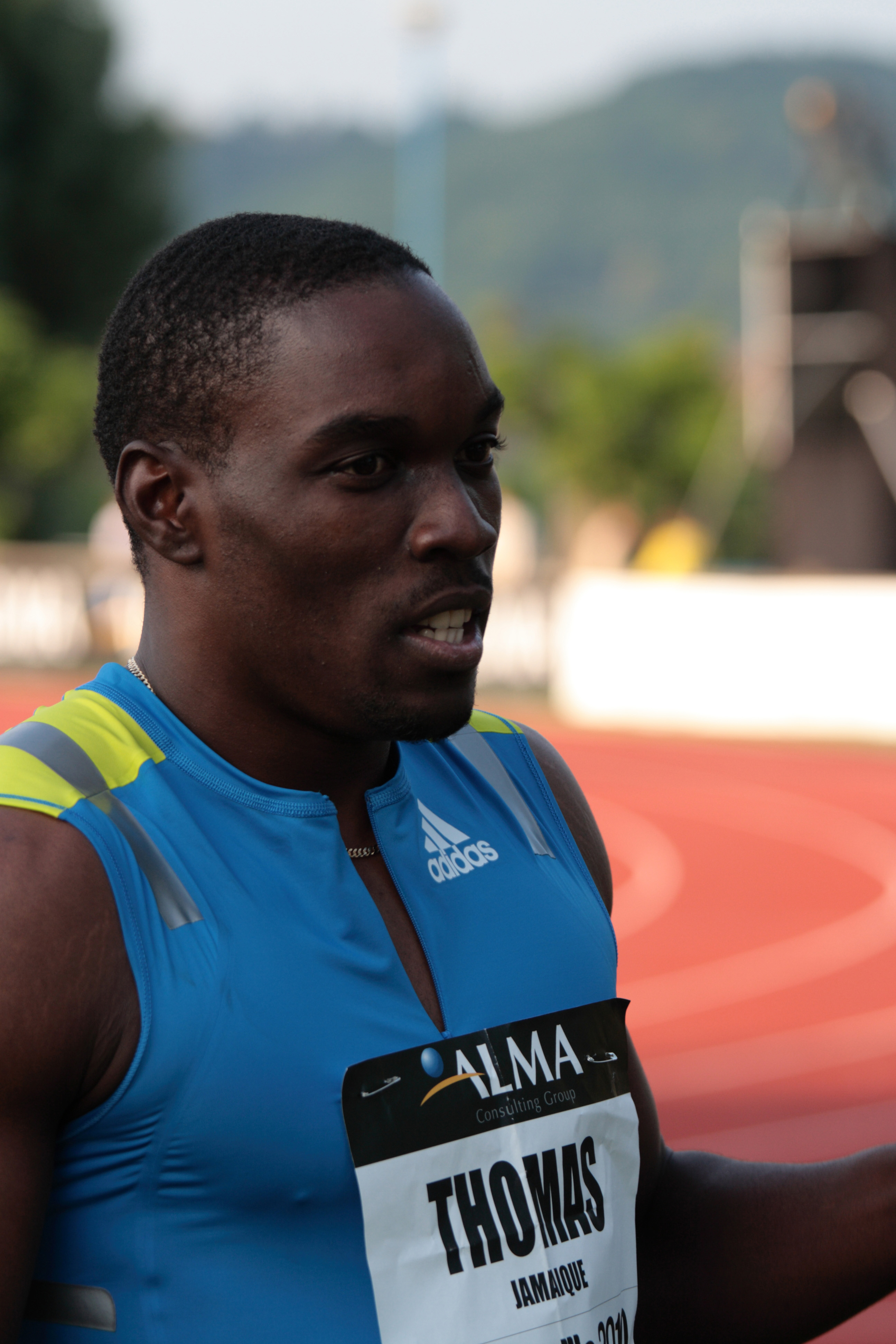
Dwight Thomas – ausgeschieden als Siebter des zweiten Halbfinals

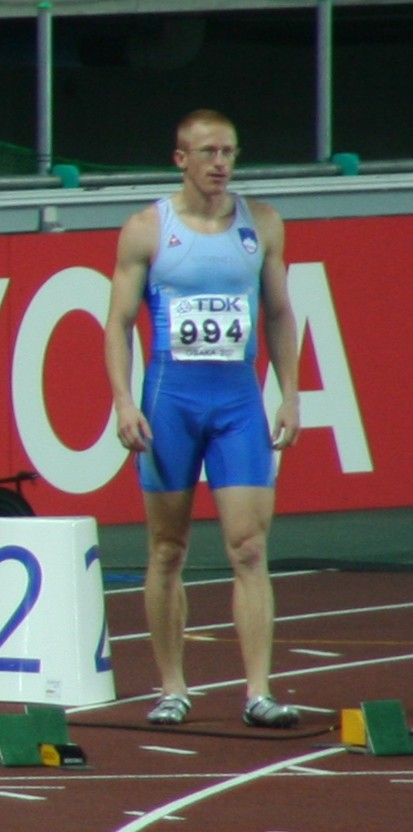
Matic Osovnikar – ausgeschieden als Vierter des zweiten Viertelfinals

21. August 2004, 19:47 Uhr
Wind: ±0,0 m/s
| Platz | Name                 | Nation       | Zeit (s) |
| ----- | -------------------- | ------------ | -------- |
| 1     | Shawn Crawford       | USA          | 9,89     |
| 2     | Obadele Thompson     | Barbados     | 10,12    |
| 3     | Vicente de Lima      | Brasilien    | 10,26    |
| 4     | Matic Osovnikar      | Slowenien    | 10,26    |
| 5     | Deji Aliu            | Nigeria      | 10,26    |
| 6     | Nicolas Macrozonaris | Kanada       | 10,28    |
| 7     | Gennadi Tschernowol  | Kasachstan   | 10,42    |
| 8     | Idrissa Sanou        | Burkina Faso | 10,43    |

### Lauf 3

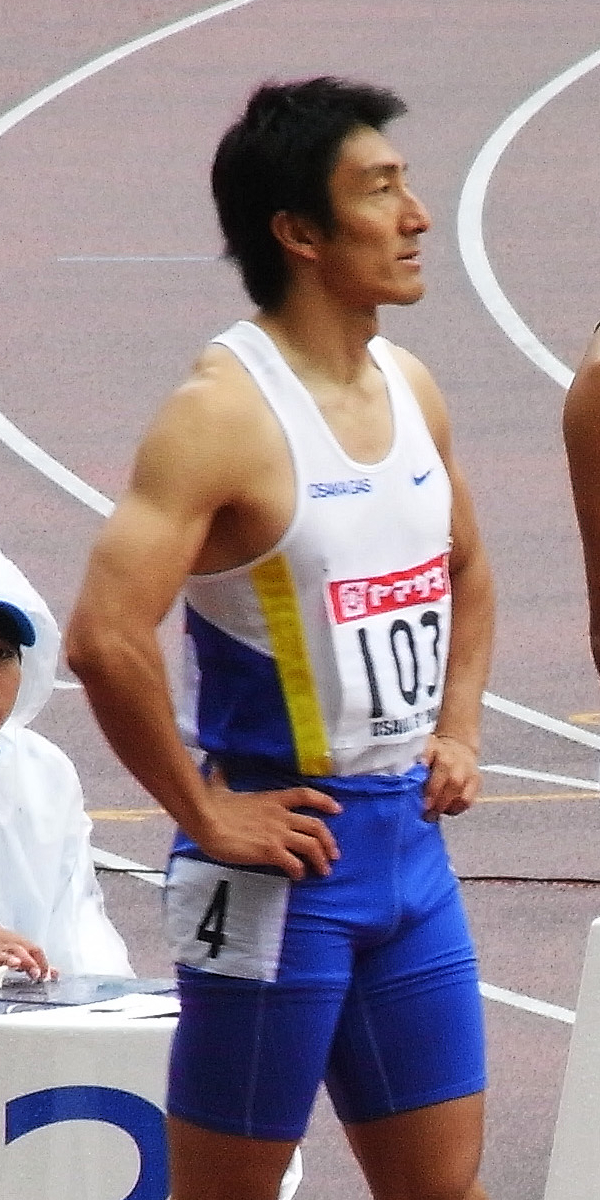
Nobuharu Asahara – ausgeschieden als Vierter des dritten Viertelfinals

21. August 2004, 19:54 Uhr
Wind: +0,2 m/s
| Platz | Name                 | Nation              | Zeit (s) |
| ----- | -------------------- | ------------------- | -------- |
| 1     | Justin Gatlin        | USA                 | 9,96     |
| 2     | Jason Gardener       | Großbritannien      | 10,15    |
| 3     | Uchenna Emedolu      | Nigeria             | 10,15    |
| 4     | Nobuharu Asahara     | Japan               | 10,24    |
| 5     | Georgios Theodoridis | Griechenland        | 10,36    |
| 6     | Roland Németh        | Ungarn              | 10,38    |
| 7     | Niconnor Alexander   | Trinidad und Tobago | 10,48    |
| DNS   | Eddy De Lépine       | Frankreich          |          |

### Lauf 4

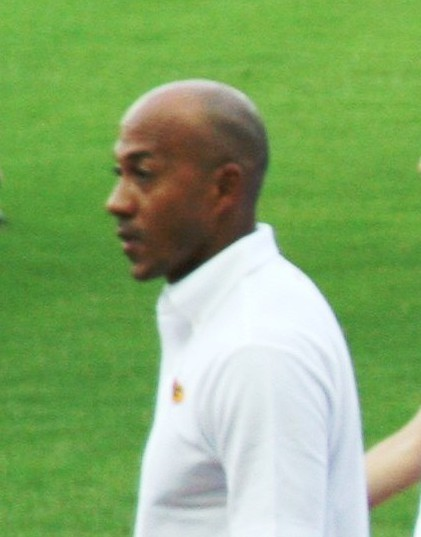
Frank Fredericks – ausgeschieden als Vierter des vierten Viertelfinals
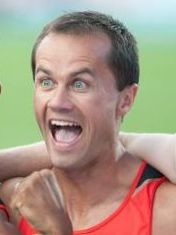
Alexander Kosenkow – ausgeschieden als Sechster des vierten Viertelfinals
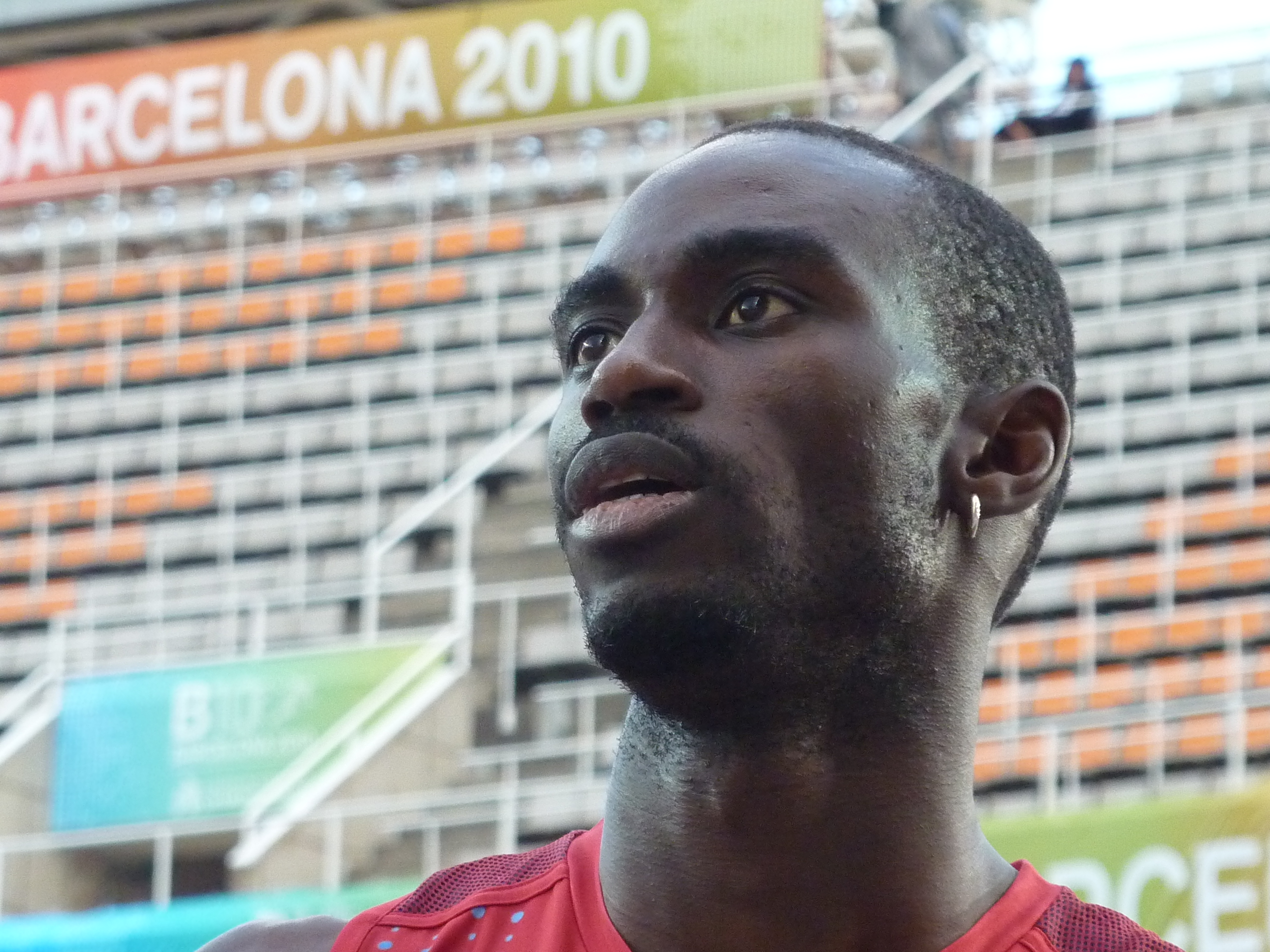
Jaysuma Saidy Ndure – ausgeschieden als Achter des vierten Viertelfinals

21. August 2004, 20:01 Uhr
Wind: −0,1 m/s
| Platz | Name                | Nation              | Zeit (s) |
| ----- | ------------------- | ------------------- | -------- |
| 1     | Aziz Zakari         | Ghana               | 10,02    |
| 2     | Kim Collins         | St. Kitts und Nevis | 10,05    |
| 3     | Michael Frater      | Jamaika             | 10,11    |
| 4     | Frank Fredericks    | Namibia             | 10,17    |
| 5     | Joshua Ross         | Australien          | 10,22    |
| 6     | Alexander Kosenkow  | Deutschland         | 10,24    |
| 7     | Andrei Jepischin    | Russland            | 10,29    |
| 8     | Jaysuma Saidy Ndure | Gambia              | 10,39    |

### Lauf 5

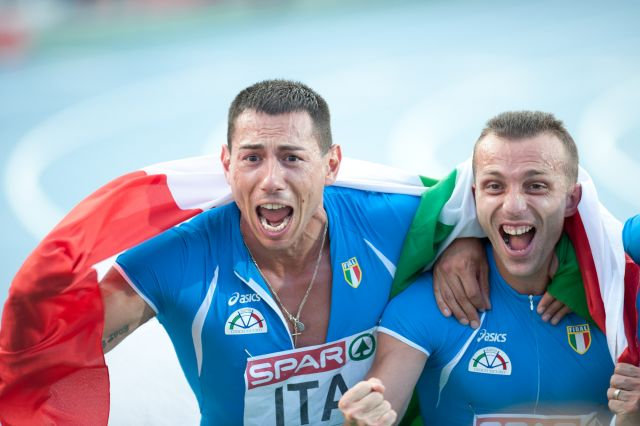
Simone Collio (links) erreichte als Sechster des fünften Viertelfinals nicht das Semifinale

21. August 2004, 20:08 Uhr
Wind: −0,2 m/s
| Platz | Name                    | Nation         | Zeit  |
| ----- | ----------------------- | -------------- | ----- |
| 1     | Maurice Greene          | USA            | 9,93  |
| 2     | Asafa Powell            | Jamaika        | 9,99  |
| 3     | Leonard Myles-Mills     | Ghana          | 10,18 |
| 4     | Łukasz Chyła            | Polen          | 10,23 |
| 5     | Kareem Streete-Thompson | Cayman Islands | 10,24 |
| 6     | Simone Collio           | Italien        | 10,29 |
| 7     | Jarbas Mascarenhas      | Brasilien      | 10,30 |
| 8     | Éric Pacôme N’Dri       | Elfenbeinküste | 10,32 |

## Halbfinale
Für das Finale qualifizierten sich in den beiden Läufen die jeweils ersten vier Läufer (hellblau unterlegt).

### Lauf 1

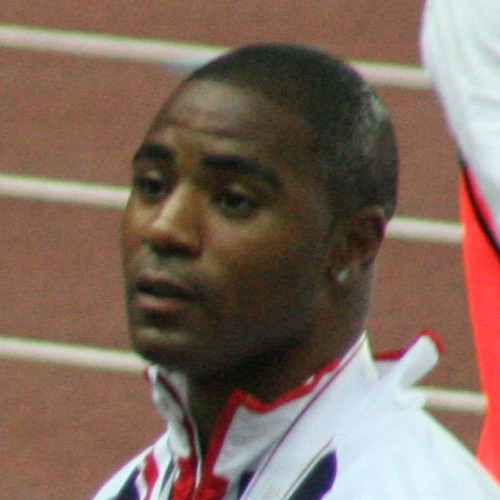
Mark Lewis-Francis – ausgeschieden als Fünfter des ersten Halbfinals
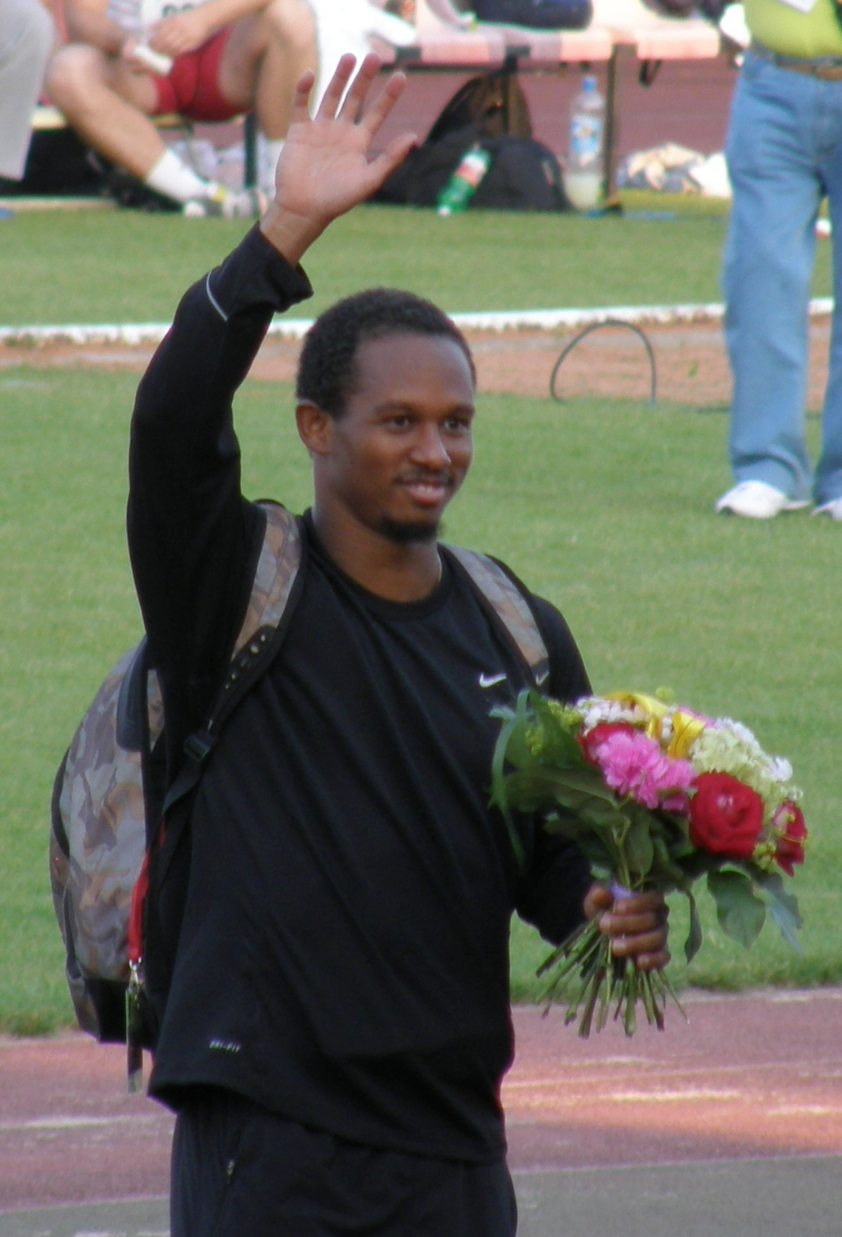
Michael Frater – ausgeschieden als Sechster des ersten Halbfinals
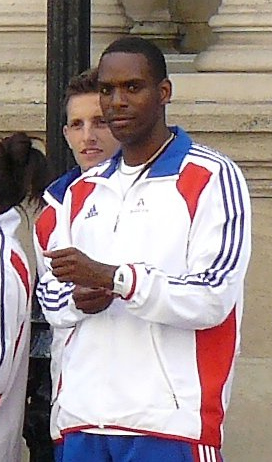
Ronald Pognon – ausgeschieden als Siebter des ersten Halbfinals

22. August 2004, 20:55 Uhr
Wind: −1,6 m/s
| Platz | Name               | Nation         | Zeit (s) |
| ----- | ------------------ | -------------- | -------- |
| 1     | Shawn Crawford     | USA            | 10,07    |
| 2     | Justin Gatlin      | USA            | 10,09    |
| 3     | Aziz Zakari        | Ghana          | 10,11    |
| 4     | Obadele Thompson   | Barbados       | 10,22    |
| 5     | Mark Lewis-Francis | Großbritannien | 10,28    |
| 6     | Michael Frater     | Jamaika        | 10,29    |
| 7     | Ronald Pognon      | Frankreich     | 10,32    |
| 8     | Uchenna Emedolu    | Nigeria        | 10,35    |

### Lauf 2
22. August 2004, 21:03 Uhr
Wind: +0,2 m/s
| Platz | Name                | Nation              | Zeit (s) |
| ----- | ------------------- | ------------------- | -------- |
| 1     | Asafa Powell        | Jamaika             | 9,95     |
| 2     | Francis Obikwelu    | Portugal            | 9,97     |
| 3     | Maurice Greene      | USA                 | 9,97     |
| 4     | Kim Collins         | St. Kitts und Nevis | 10,02    |
| 5     | Jason Gardener      | Großbritannien      | 10,12    |
| 6     | Leonard Myles-Mills | Ghana               | 10,22    |
| 7     | Dwight Thomas       | Jamaika             | 10,28    |
| 8     | Vicente de Lima     | Brasilien           | 10,28    |

## Finale
22. August 2004, 23:10 Uhr
Wind: +0,6 m/s
| Platz | Name             | Nation              | Zeit (s) | Anmerkung |
| ----- | ---------------- | ------------------- | -------- | --------- |
| 1     | Justin Gatlin    | USA                 | 09,85    |           |
| 2     | Francis Obikwelu | Portugal            | 09,86    | ER        |
| 3     | Maurice Greene   | USA                 | 09,87    |           |
| 4     | Shawn Crawford   | USA                 | 09,89    |           |
| 5     | Asafa Powell     | Jamaika             | 09,94    |           |
| 6     | Kim Collins      | St. Kitts und Nevis | 10,00    |           |
| 7     | Obadele Thompson | Barbados            | 10,10    |           |
| DNF   | Aziz Zakari      | Ghana               |          |           |

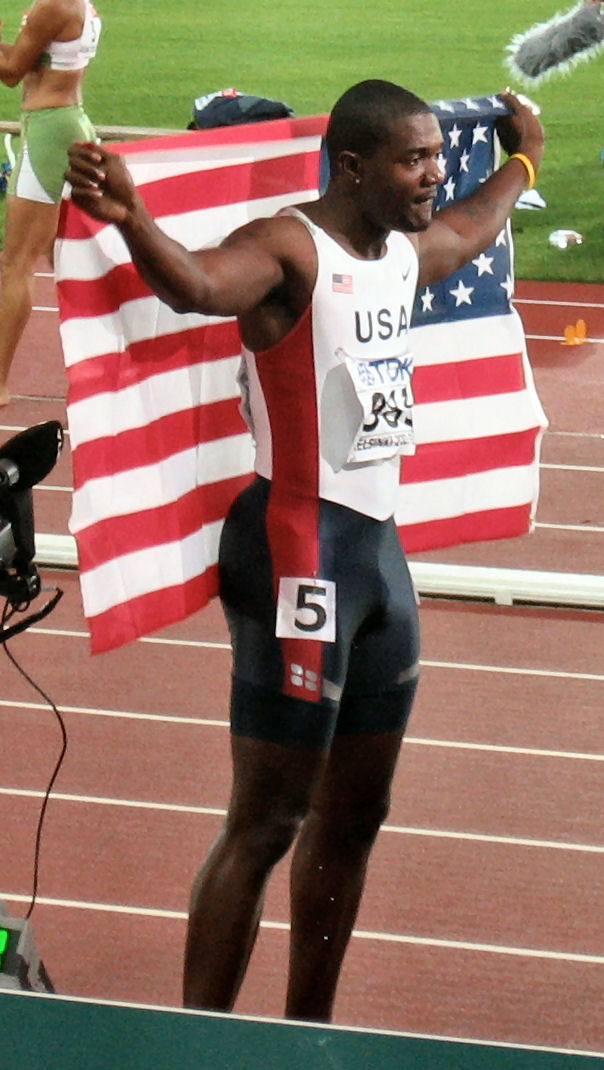
Justin Gatlin gewann
mit dem Vorsprung von einer Hundertstelsekunde

Für das Finale hatten sich alle drei US-Amerikaner qualifiziert. Komplettiert wurde das Finalfeld durch je einen Starter aus Barbados, Ghana, Jamaika, Portugal und St. Kitts und Nevis.
Der Olympiasieger von Sydney Maurice Greene aus den Vereinigten Staaten traf auf den amtierenden Weltmeister Kim Collins aus St. Kitts und Nevis und den amtierenden Europameister, den für Portugal startenden gebürtigen Nigerianer Francis Obikwelu. Mit zum Favoritenkreis gehörte auch der Jamaikaner Asafa Powell.
Im Finalrennen gab es die bislang engste Entscheidung in der olympischen Geschichte. Die Läufer kamen alle gut weg aus ihren Startblöcken und das Feld lag äußerst eng zusammen. Niemand konnte sich absetzen und schließlich wurde der US-Sprinter Justin Gatlin in 9,85 s Olympiasieger. Er hatte einen Vorsprung von einer Hundertstelsekunde auf Obikwelu, der wiederum eine Hundertstelsekunde vor Greene lag. Weitere zwei Hundertstelsekunden dahinter folgte der dritte US-Finalist Shawn Crawford und fünf Hundertstelsekunden nach Crawford kam der Jamaikaner Asafa Powell als Fünfter ins Ziel. Weltmeister Kim Collins wurde Sechster mit exakt 10,00 s.
Im 25. olympischen Finale gewann Justin Gatlin die sechzehnte Goldmedaille für die USA in dieser Disziplin.
Francis Obikwelu gewann die erste olympische Medaille Portugals über 100 Meter.

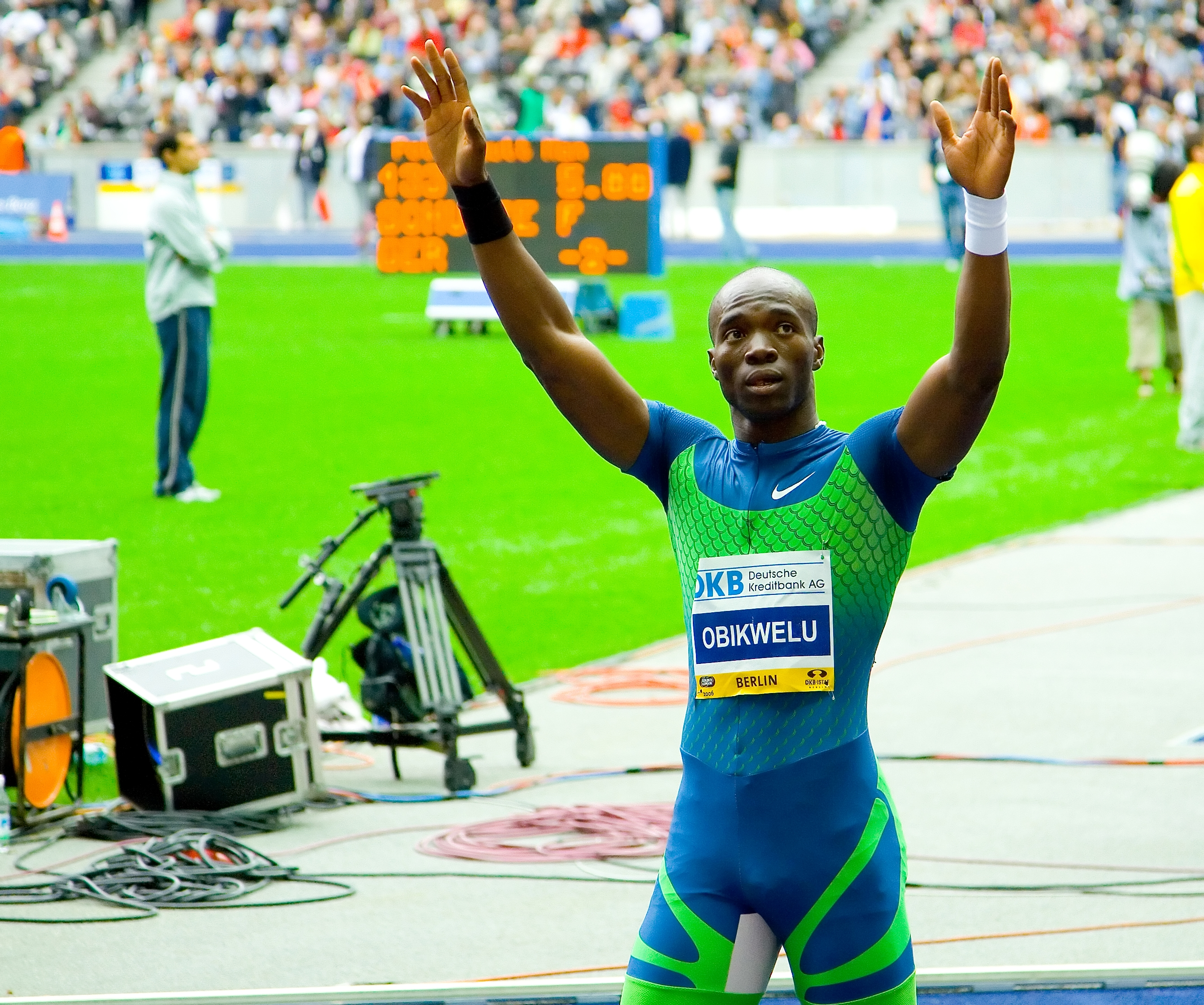
Silbermedaillengewinner Francis Obikwelu
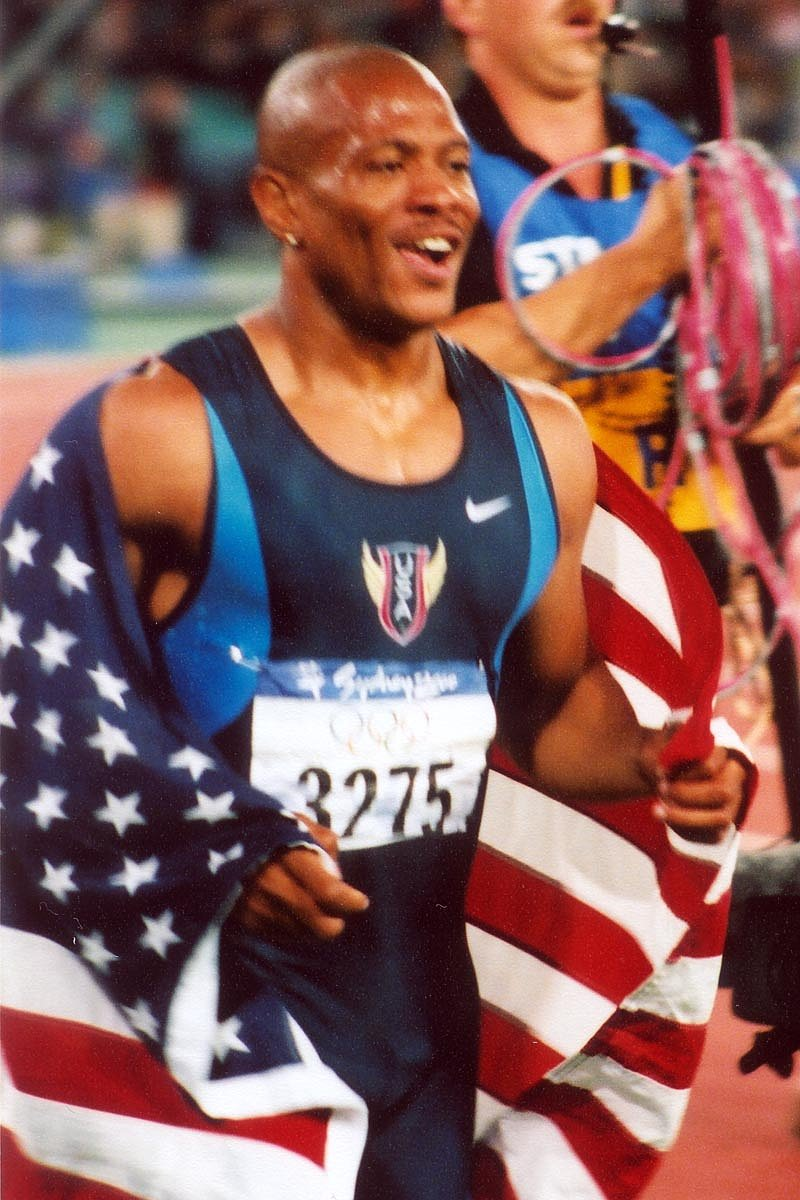
Bronze gab es für den Sieger von 2000 Maurice Greene
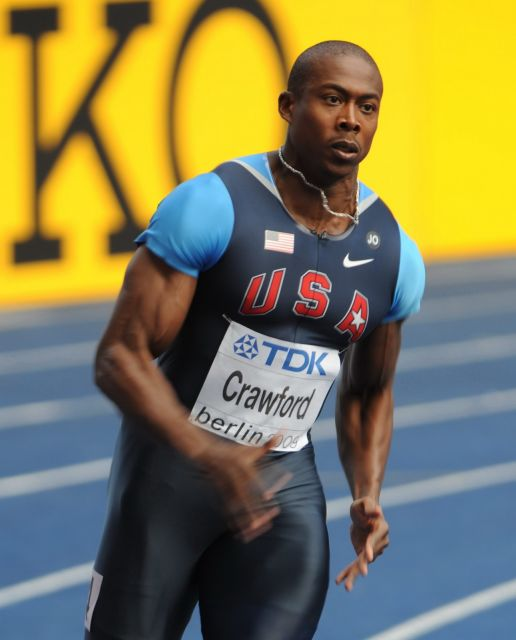
Der Olympiavierte Shawn Crawford

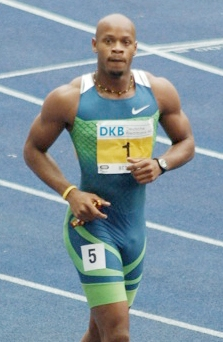
Asafa Powell belegte im Finale Rang fünf
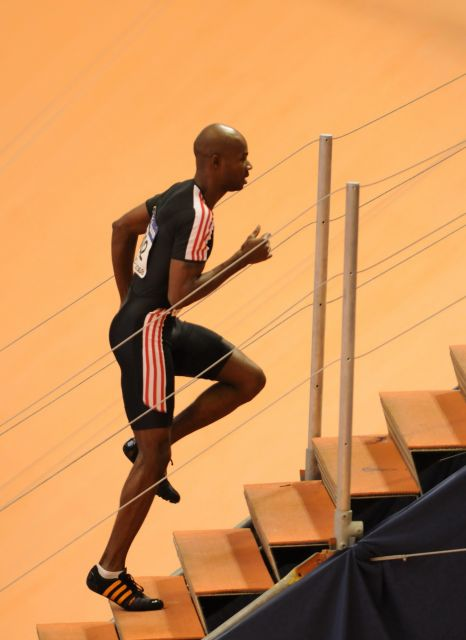
Weltmeister Kim Collins wurde Olympiasechster
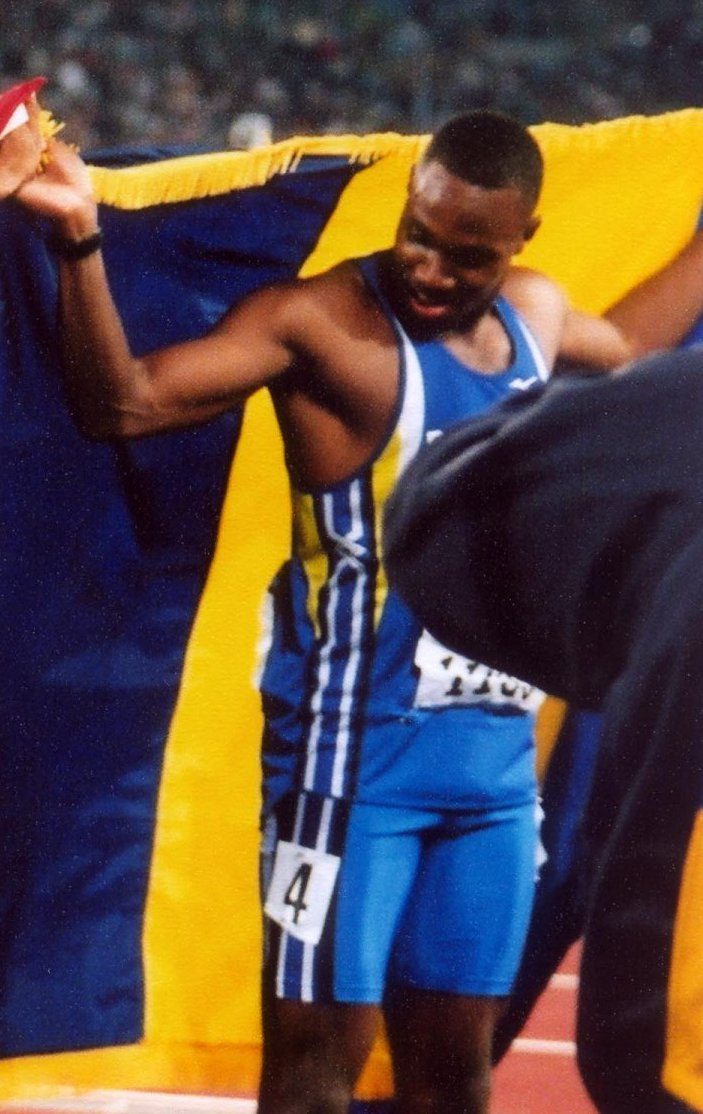
Obadele Thompson kam im Finale auf Platz sieben

## Videolinks
- 2004 Athens Olympic 100m Final, youtube.com, abgerufen am 13. Februar 2022
- 2004 Olympics Men's 100m, youtube.com, abgerufen am 19. April 2018